# Convocazioni per il campionato mondiale maschile under 20 di calcio 2019
Elenco dei giocatori convocati da ciascuna Nazionale partecipante ai Mondiali di calcio Under-20 2019.

## Gruppo A

### Polonia
Commissario tecnico: Jacek Magiera
| N. | Pos. | Giocatore             | Data di nascita/Età        | Squadra                      |
| -- | ---- | --------------------- | -------------------------- | ---------------------------- |
| 1  | P    | Radosław Majecki      | 16 novembre 1999 (19 anni) | Legia Varsavia               |
| 2  | D    | Maik Nawrocki         | 7 febbraio 2001 (18 anni)  | Werder Brema                 |
| 3  | C    | Tymoteusz Puchacz     | 23 gennaio 1999 (20 anni)  | GKS Katowice                 |
| 4  | D    | Adrian Gryszkiewicz   | 13 dicembre 1999 (19 anni) | Górnik Zabrze                |
| 5  | D    | Serafin Szota         | 4 marzo 1999 (20 anni)     | Odra Opole                   |
| 6  | D    | Sebastian Walukiewicz | 5 aprile 2000 (19 anni)    | Pogoń Stettino               |
| 7  | C    | Tomasz Makowski       | 19 luglio 1999 (19 anni)   | Lechia Gdańsk                |
| 8  | C    | Mateusz Bogusz        | 22 agosto 2001 (17 anni)   | Leeds United                 |
| 9  | A    | Dominik Steczyk       | 4 maggio 1999 (20 anni)    | Norimberga                   |
| 10 | C    | David Kopacz          | 29 maggio 1999 (19 anni)   | VfB Stuttgart                |
| 11 | D    | Jakub Bednarczyk      | 2 gennaio 1999 (20 anni)   | St. Pauli                    |
| 12 | P    | Miłosz Mleczko        | 1º marzo 1999 (20 anni)    | Puszcza Niepołomice          |
| 13 | C    | Michał Skóraś         | 15 febbraio 2000 (19 anni) | Bruk-Bet Termalica Nieciecza |
| 14 | C    | Nicola Zalewski       | 23 gennaio 2002 (17 anni)  | Roma                         |
| 15 | D    | Jan Sobociński        | 20 marzo 1999 (20 anni)    | ŁKS Łódź                     |
| 16 | C    | Bartosz Slisz         | 29 marzo 1999 (20 anni)    | Zagłębie Lubin               |
| 17 | A    | Adrian Benedyczak     | 24 novembre 2000 (18 anni) | Pogoń Szczecin               |
| 18 | C    | Adrian Stanilewicz    | 22 febbraio 2000 (19 anni) | Bayer Leverkusen             |
| 19 | C    | Adrian Łyszczarz      | 22 agosto 1999 (19 anni)   | GKS Katowice                 |
| 20 | C    | Marcel Zylla          | 14 gennaio 2000 (19 anni)  | Bayern Munich                |
| 21 | P    | Karol Niemczycki      | 5 luglio 1999 (19 anni)    | NAC Breda                    |

### Colombia
Commissario tecnico: Arturo Reyes
| N. | Pos. | Giocatore         | Data nascita (età)          | Pres.      | Squadra           |
| -- | ---- | ----------------- | --------------------------- | ---------- | ----------------- |
| 1  | P    | Reinaldo Fontalvo | 8 gennaio 1999 (20 anni)    | {{{caps}}} | Barranquilla      |
| 2  | D    | Carlos Cuesta     | 9 marzo 1999 (20 anni)      | {{{caps}}} | Atlético Nacional |
| 3  | D    | Andrés Reyes      | 8 settembre 1999 (19 anni)  | {{{caps}}} | Atlético Nacional |
| 4  | D    | Anderson Arroyo   | 27 settembre 1999 (19 anni) | {{{caps}}} | Liverpool         |
| 5  | D    | Andrés Balanta    | 18 gennaio 2000 (19 anni)   | {{{caps}}} | Deportivo Cali    |
| 6  | C    | Andrés Perea      | 14 novembre 2000 (18 anni)  | {{{caps}}} | Atlético Nacional |
| 7  | C    | Iván Angulo       | 22 marzo 1999 (20 anni)     | {{{caps}}} | Palmeiras         |
| 8  | C    | Jaime Alvarado    | 26 luglio 1999 (19 anni)    | {{{caps}}} | Watford           |
| 9  | A    | Luis Sandoval     | 1º giugno 1999 (19 anni)    | {{{caps}}} | Barranquilla      |
| 10 | A    | Cucho Hernández   | 22 aprile 1999 (20 anni)    | {{{caps}}} | Huesca            |
| 11 | A    | Luis Sinisterra   | 17 giugno 1999 (19 anni)    | {{{caps}}} | Feyenoord         |
| 12 | P    | Juan Lemus        | 1º gennaio 1999 (20 anni)   | {{{caps}}} | Llaneros          |
| 13 | P    | Kevin Mier        | 18 maggio 2000 (19 anni)    | {{{caps}}} | Atlético Nacional |
| 14 | D    | Juan Palma        | 18 luglio 1999 (19 anni)    | {{{caps}}} | Once Caldas       |
| 15 | C    | Gustavo Carvajal  | 17 giugno 2000 (18 anni)    | {{{caps}}} | América           |
| 16 | D    | Brayan Vera       | 15 gennaio 1999 (20 anni)   | {{{caps}}} | Itagui Leones     |
| 17 | A    | Déiber Caicedo    | 25 marzo 2000 (19 anni)     | {{{caps}}} | Deportivo Cali    |
| 18 | C    | Andrés Amaya      | 25 aprile 2001 (18 anni)    | {{{caps}}} | Atlético Huila    |
| 19 | A    | Carlos Terán      | 24 settembre 2000 (18 anni) | {{{caps}}} | Envigado          |
| 20 | C    | Johan Carbonero   | 20 luglio 1999 (19 anni)    | {{{caps}}} | Once Caldas       |
| 21 | C    | Jean Colorado     | 11 settembre 2000 (18 anni) | {{{caps}}} | Cortuluá          |

### Tahiti
Commissario tecnico: Bruno Tehaamoana
| N. | Pos. | Giocatore          | Data nascita (età)         | Pres.      | Squadra         |
| -- | ---- | ------------------ | -------------------------- | ---------- | --------------- |
| 1  | P    | Josselin Capel     | 1º luglio 2002 (16 anni)   | {{{caps}}} | Saint-Étienne   |
| 2  | D    | Samuel Liparo      | 2 ottobre 1999 (19 anni)   | {{{caps}}} | Concarneau      |
| 3  | D    | Hennel Tehaamoana  | 12 aprile 1999 (20 anni)   | {{{caps}}} | Dragon          |
| 4  | C    | Kavai'ei Morgant   | 8 ottobre 2001 (17 anni)   | {{{caps}}} | Trélissac       |
| 5  | D    | Etienne Tave       | 4 maggio 2000 (19 anni)    | {{{caps}}} | Vénus           |
| 6  | C    | Terai Bremond      | 16 maggio 2001 (18 anni)   | {{{caps}}} | Toulouse        |
| 7  | C    | Ramanui Amau       | 9 giugno 2000 (18 anni)    | {{{caps}}} | Vénus           |
| 8  | C    | Yann Vivi          | 7 giugno 2000 (18 anni)    | {{{caps}}} | Jeunes T.       |
| 9  | A    | Eddy Kaspard       | 27 maggio 2001 (17 anni)   | {{{caps}}} | Trélissac       |
| 10 | C    | Roonui Tehau       | 15 dicembre 1999 (19 anni) | {{{caps}}} | Dragon          |
| 11 | D    | Mauri Heitaa       | 31 luglio 1999 (19 anni)   | {{{caps}}} | Vénus           |
| 12 | C    | Hugo Boube         | 24 novembre 1999 (19 anni) | {{{caps}}} | Jeunes T.       |
| 13 | A    | Kalahani Beaumert  | 14 febbraio 2000 (19 anni) | {{{caps}}} | Stade Bordelais |
| 14 | A    | Tutehau Tufariua   | 31 gennaio 2000 (19 anni)  | {{{caps}}} | Taiarapu        |
| 15 | C    | Tehauarii Holozet  | 3 giugno 2002 (16 anni)    | {{{caps}}} | Tefana          |
| 16 | P    | Tevaearai Tamatai  | 15 gennaio 2001 (18 anni)  | {{{caps}}} | Vénus           |
| 17 | C    | Diego Araneda      | 27 luglio 2000 (18 anni)   | {{{caps}}} | Central Sport   |
| 18 | D    | Tevaitini Teumere  | 2 aprile 2003 (16 anni)    | {{{caps}}} | Toulouse        |
| 19 | C    | Herehaunui Ferrand | 8 agosto 2001 (17 anni)    | {{{caps}}} | Central Sport   |
| 20 | C    | Kitin Maro         | 1º maggio 1999 (20 anni)   | {{{caps}}} | Vénus           |
| 21 | P    | Moana Pito         | 25 gennaio 2000 (19 anni)  | {{{caps}}} | Tefana          |

### Senegal
Commissario tecnico: Youssouph Dabo
| N. | Pos. | Giocatore        | Data nascita (età)         | Pres.      | Squadra                          |
| -- | ---- | ---------------- | -------------------------- | ---------- | -------------------------------- |
| 1  | P    | Cheikh Sarr      | 21 aprile 2000 (19 anni)   | {{{caps}}} | Tarragona                        |
| 2  | D    | Moussa N'Diaye   | 18 luglio 2002 (16 anni)   | {{{caps}}} | Excellence Foot                  |
| 3  | D    | Formose Mendy    | 2 gennaio 2001 (18 anni)   | {{{caps}}} | AF Darou Salam                   |
| 4  | C    | Cavin Diagne     | 5 giugno 1999 (19 anni)    | {{{caps}}} | Le Mans                          |
| 5  | D    | Souleymane Aw    | 5 aprile 1999 (20 anni)    | {{{caps}}} | Eupen                            |
| 6  | D    | Niakhate N'Diaye | 10 aprile 2002 (17 anni)   | {{{caps}}} | Template:Calcio Dakar Sacre-Cœur |
| 7  | C    | Amadou Sagna     | 10 giugno 1999 (19 anni)   | {{{caps}}} | Cayor Foot                       |
| 8  | D    | Moustapha Mbow   | 8 marzo 2000 (19 anni)     | {{{caps}}} | Reims                            |
| 9  | A    | Amadou N'Diaye   | 2 gennaio 2000 (19 anni)   | {{{caps}}} | Metz                             |
| 10 | A    | Ibrahima Dramé   | 6 ottobre 2001 (17 anni)   | {{{caps}}} | Diambars                         |
| 11 | A    | Mamadou Danfa    | 6 marzo 2001 (18 anni)     | {{{caps}}} | Casa Sports                      |
| 12 | D    | Alpha Diounkou   | 10 ottobre 2001 (17 anni)  | {{{caps}}} | Manchester City                  |
| 13 | D    | Souleymane Cissé | 1º gennaio 1999 (20 anni)  | {{{caps}}} | Stade de Mbour                   |
| 14 | A    | Ibrahima Niane   | 11 marzo 1999 (20 anni)    | {{{caps}}} | Metz                             |
| 15 | C    | Ousseynou Niang  | 12 ottobre 2001 (17 anni)  | {{{caps}}} | Diambars                         |
| 16 | P    | Dialy N'Diaye    | 4 luglio 1999 (19 anni)    | {{{caps}}} | Cayor Foot                       |
| 17 | C    | Dion Lopy        | 2 febbraio 2002 (17 anni)  | {{{caps}}} | Oslo FA Dakar                    |
| 18 | C    | Faly Ndaw        | 7 agosto 1999 (19 anni)    | {{{caps}}} | Teungueth                        |
| 19 | A    | Youssouph Badji  | 20 dicembre 2001 (17 anni) | {{{caps}}} | Casa Sports                      |
| 20 | C    | Amadou Ciss      | 10 aprile 1999 (20 anni)   | {{{caps}}} | Fortuna Sittard                  |
| 21 | P    | François Djiba   | 23 novembre 2000 (18 anni) | {{{caps}}} | Diambars                         |

## Gruppo B

### Messico
Commissario tecnico: Diego Ramírez
| N. | Pos. | Giocatore                | Data nascita (età)          | Pres.      | Squadra          |
| -- | ---- | ------------------------ | --------------------------- | ---------- | ---------------- |
| 1  | P    | Carlos Higuera           | 18 novembre 2000 (18 anni)  | {{{caps}}} | Tijuana          |
| 2  | D    | Kevin Álvarez            | 15 gennaio 1999 (20 anni)   | {{{caps}}} | Pachuca          |
| 3  | D    | Gilberto Sepúlveda       | 4 febbraio 1999 (20 anni)   | {{{caps}}} | Guadalajara      |
| 4  | D    | Efraín Orona             | 22 febbraio 1999 (20 anni)  | {{{caps}}} | Pachuca          |
| 5  | D    | Naelson Cárdenas         | 15 aprile 1999 (20 anni)    | {{{caps}}} | Querétaro        |
| 6  | C    | Alan Torres              | 19 febbraio 2000 (19 anni)  | {{{caps}}} | Guadalajara      |
| 7  | C    | Diego Hernández          | 13 agosto 1999 (19 anni)    | {{{caps}}} | Guadalajara      |
| 8  | C    | Misael Domínguez         | 27 ottobre 1999 (19 anni)   | {{{caps}}} | Cruz Azul        |
| 9  | A    | José Juan Macías         | 22 settembre 1999 (19 anni) | {{{caps}}} | León             |
| 10 | C    | Diego Lainez Leyva       | 9 giugno 2000 (18 anni)     | {{{caps}}} | Real Betis       |
| 11 | A    | Roberto de la Rosa       | 4 gennaio 2000 (19 anni)    | {{{caps}}} | Pachuca          |
| 12 | P    | Luis López               | 20 dicembre 1999 (19 anni)  | {{{caps}}} | Dorados          |
| 13 | D    | Mario Trejo              | 9 marzo 1999 (20 anni)      | {{{caps}}} | Monarcas Morelia |
| 14 | D    | Oswaldo León             | 15 giugno 1999 (19 anni)    | {{{caps}}} | América          |
| 15 | C    | Fernando Plascencia      | 18 giugno 1999 (19 anni)    | {{{caps}}} | Necaxa           |
| 16 | C    | Roberto Meraz            | 4 agosto 1999 (19 anni)     | {{{caps}}} | Monarcas Morelia |
| 17 | A    | Daniel López             | 14 marzo 2000 (19 anni)     | {{{caps}}} | Tijuana          |
| 18 | C    | Carlos Gutiérrez         | 5 febbraio 1999 (20 anni)   | {{{caps}}} | Pumas            |
| 19 | C    | Antonio Figueroa         | 13 giugno 1999 (19 anni)    | {{{caps}}} | Pachuca          |
| 20 | C    | Adrián Lozano Magallanes | 8 maggio 1999 (20 anni)     | {{{caps}}} | Santos Laguna    |
| 21 | P    | Ángel Alonzo             | 27 gennaio 2000 (19 anni)   | {{{caps}}} | Necaxa           |

### Italia
Commissario tecnico: Paolo Nicolato
| N. | Pos. | Giocatore              | Data nascita (età)          | Pres.      | Squadra         |
| -- | ---- | ---------------------- | --------------------------- | ---------- | --------------- |
| 1  | P    | Alessandro Plizzari    | 12 marzo 2000 (19 anni)     | {{{caps}}} | Milan           |
| 2  | D    | Antonio Candela        | 27 aprile 2000 (19 anni)    | {{{caps}}} | Genoa           |
| 3  | D    | Alessandro Tripaldelli | 9 febbraio 1999 (20 anni)   | {{{caps}}} | Crotone         |
| 4  | D    | Matteo Gabbia          | 21 ottobre 1999 (19 anni)   | {{{caps}}} | Lucchese        |
| 5  | D    | Alessandro Buongiorno  | 6 giugno 1999 (19 anni)     | {{{caps}}} | Carpi           |
| 6  | D    | Davide Bettella        | 7 aprile 2000 (19 anni)     | {{{caps}}} | Pescara         |
| 7  | C    | Davide Frattesi        | 22 settembre 1999 (19 anni) | {{{caps}}} | Ascoli          |
| 8  | C    | Andrea Colpani         | 11 maggio 1999 (20 anni)    | {{{caps}}} | Atalanta        |
| 9  | A    | Andrea Pinamonti       | 19 maggio 1999 (20 anni)    | {{{caps}}} | Frosinone       |
| 10 | A    | Christian Capone       | 28 aprile 1999 (20 anni)    | {{{caps}}} | Pescara         |
| 11 | A    | Gianluca Scamacca      | 1º gennaio 1999 (20 anni)   | {{{caps}}} | Sassuolo        |
| 12 | P    | Marco Carnesecchi      | 1º luglio 2000 (18 anni)    | {{{caps}}} | Atalanta        |
| 13 | D    | Luca Ranieri           | 23 aprile 1999 (20 anni)    | {{{caps}}} | Foggia          |
| 14 | D    | Raoul Bellanova        | 17 maggio 2000 (19 anni)    | {{{caps}}} | Milan           |
| 15 | D    | Enrico Delprato        | 10 novembre 1999 (19 anni)  | {{{caps}}} | Atalanta        |
| 16 | A    | Gabriele Gori          | 13 febbraio 1999 (20 anni)  | {{{caps}}} | Livorno         |
| 17 | D    | Luca Pellegrini        | 7 marzo 1999 (20 anni)      | {{{caps}}} | Cagliari        |
| 18 | A    | Marco Olivieri         | 30 giugno 1999 (19 anni)    | {{{caps}}} | Juventus        |
| 19 | C    | Domenico Alberico      | 23 gennaio 1999 (20 anni)   | {{{caps}}} | 1899 Hoffenheim |
| 20 | C    | Salvatore Esposito     | 7 ottobre 2000 (18 anni)    | {{{caps}}} | Ravenna         |
| 21 | P    | Leonardo Loria         | 28 marzo 1999 (20 anni)     | {{{caps}}} | Juventus        |

### Giappone
Commissario tecnico: Masanaga Kageyama
| N. | Pos. | Giocatore            | Data nascita (età)         | Pres.      | Squadra             |
| -- | ---- | -------------------- | -------------------------- | ---------- | ------------------- |
| 1  | P    | Tomoya Wakahara      | 28 dicembre 1999 (19 anni) | {{{caps}}} | Kyoto Sanga         |
| 2  | D    | Shunki Higashi       | 28 luglio 2000 (18 anni)   | {{{caps}}} | Sanfrecce Hiroshima |
| 3  | D    | Yūki Kobayashi       | 18 luglio 2000 (18 anni)   | {{{caps}}} | Vissel Kobe         |
| 4  | D    | Ayumu Seko           | 7 giugno 2000 (18 anni)    | {{{caps}}} | Cerezo Osaka        |
| 5  | D    | Yukinari Sugawara    | 28 giugno 2000 (18 anni)   | {{{caps}}} | Nagoya Grampus      |
| 6  | C    | Yūta Gōke            | 10 giugno 1999 (19 anni)   | {{{caps}}} | Vissel Kobe         |
| 7  | C    | Hiroki Itō           | 12 maggio 1999 (20 anni)   | {{{caps}}} | Nagoya Grampus      |
| 8  | C    | Kanya Fujimoto       | 1º luglio 1999 (19 anni)   | {{{caps}}} | Tokyo Verdy         |
| 9  | A    | Kōki Saitō           | 10 agosto 2001 (17 anni)   | {{{caps}}} | Yokohama FC         |
| 10 | C    | Mitsuki Saitō        | 10 gennaio 1999 (20 anni)  | {{{caps}}} | Shonan Bellmare     |
| 11 | A    | Kyōsuke Tagawa       | 11 febbraio 1999 (20 anni) | {{{caps}}} | FC Tokyo            |
| 12 | P    | Shū Mogi             | 15 gennaio 1999 (20 anni)  | {{{caps}}} | Cerezo Osaka        |
| 13 | A    | Taisei Miyashiro     | 26 maggio 2000 (18 anni)   | {{{caps}}} | Kawasaki Frontale   |
| 14 | A    | Jun Nishikawa        | 21 febbraio 2002 (17 anni) | {{{caps}}} | Cerezo Osaka        |
| 15 | D    | Toichi Suzuki        | 30 maggio 2000 (18 anni)   | {{{caps}}} | Shonan Bellmare     |
| 16 | C    | Kōta Yamada          | 10 luglio 1999 (19 anni)   | {{{caps}}} | Yokohama F. Marinos |
| 17 | D    | Kennedy Egbus Mikuni | 23 giugno 2000 (18 anni)   | {{{caps}}} | Avispa Fukuoka      |
| 18 | A    | Taichi Hara          | 5 maggio 1999 (20 anni)    | {{{caps}}} | FC Tokyo            |
| 19 | D    | Hinata Kida          | 4 luglio 2000 (18 anni)    | {{{caps}}} | Avispa Fukuoka      |
| 20 | A    | Keito Nakamura       | 28 luglio 2000 (18 anni)   | {{{caps}}} | Gamba Osaka         |
| 21 | P    | Zion Suzuki          | 21 agosto 2002 (16 anni)   | {{{caps}}} | Urawa Red Diamonds  |

### Ecuador
Commissario tecnico:  Jorge Célico
| N. | Pos. | Giocatore          | Data nascita (età)         | Pres.      | Squadra                 |
| -- | ---- | ------------------ | -------------------------- | ---------- | ----------------------- |
| 1  | P    | Wellington Ramírez | 9 settembre 2000 (18 anni) | {{{caps}}} | Real Sociedad           |
| 2  | D    | Jackson Porozo     | 4 agosto 2000 (18 anni)    | {{{caps}}} | Santos                  |
| 3  | D    | Diego Palacios     | 12 luglio 1999 (19 anni)   | {{{caps}}} | Willem II               |
| 4  | D    | Jhon Espinoza      | 24 febbraio 1999 (20 anni) | {{{caps}}} | Aucas                   |
| 5  | C    | Jordy Alcívar      | 5 agosto 1999 (19 anni)    | {{{caps}}} | LDU Quito               |
| 6  | D    | Gustavo Vallecilla | 28 maggio 1999 (19 anni)   | {{{caps}}} | Aucas                   |
| 7  | C    | Luis Estupiñán     | 13 maggio 1999 (20 anni)   | {{{caps}}} | Mushuc Runa             |
| 8  | C    | José Cifuentes     | 12 marzo 1999 (20 anni)    | {{{caps}}} | América de Quito        |
| 9  | A    | Leonardo Campana   | 24 luglio 2000 (18 anni)   | {{{caps}}} | Barcelona SC            |
| 10 | C    | Jordan Rezabala    | 29 febbraio 2000 (19 anni) | {{{caps}}} | Independiente del Valle |
| 11 | A    | Alexander Alvarado | 21 aprile 1999 (20 anni)   | {{{caps}}} | Aucas                   |
| 12 | P    | Pierre Bellolio    | 22 giugno 1999 (19 anni)   | {{{caps}}} | Universidad Católica    |
| 13 | C    | Jefferson Arce     | 29 maggio 2000 (18 anni)   | {{{caps}}} | LDU Quito               |
| 14 | D    | Richard Mina       | 22 luglio 1999 (19 anni)   | {{{caps}}} | Aucas                   |
| 15 | D    | Jesus Castillo     | 26 aprile 1999 (20 anni)   | {{{caps}}} | Puerto Quito            |
| 16 | C    | Sergio Quintero    | 12 marzo 1999 (20 anni)    | {{{caps}}} | Imbabura                |
| 17 | A    | Stiven Plaza       | 11 marzo 1999 (20 anni)    | {{{caps}}} | Valladolid              |
| 18 | D    | Luis Loor          | 4 ottobre 1999 (19 anni)   | {{{caps}}} | Independiente del Valle |
| 19 | A    | Daniel Segura      | 17 marzo 1999 (20 anni)    | {{{caps}}} | América de Quito        |
| 20 | A    | Gonzalo Plata      | 1º novembre 2000 (18 anni) | {{{caps}}} | Sporting CP             |
| 21 | P    | Johan Lara         | 28 febbraio 1999 (20 anni) | {{{caps}}} | Aucas                   |

## Gruppo C

### Honduras
Commissario tecnico: Carlos Tábora
| N. | Pos. | Giocatore          | Data nascita (età)         | Pres.      | Squadra                      |
| -- | ---- | ------------------ | -------------------------- | ---------- | ---------------------------- |
| 1  | P    | José García        | 28 febbraio 2000 (19 anni) | {{{caps}}} | España                       |
| 2  | D    | Elison Rivas       | 20 novembre 1999 (19 anni) | {{{caps}}} | España                       |
| 3  | D    | Darwin Diego       | 14 luglio 1999 (19 anni)   | {{{caps}}} | Vida                         |
| 4  | D    | Axel Gómez         | 28 giugno 2000 (18 anni)   | {{{caps}}} | Olimpia                      |
| 5  | D    | Wesly Decas        | 11 agosto 1999 (19 anni)   | {{{caps}}} | Atlanta United               |
| 6  | C    | Everson López      | 3 novembre 2000 (18 anni)  | {{{caps}}} | Motagua                      |
| 7  | C    | Cristian Cálix     | 9 settembre 1999 (19 anni) | {{{caps}}} | Atlas                        |
| 8  | C    | Gerson Chávez      | 31 gennaio 2000 (19 anni)  | {{{caps}}} | España                       |
| 9  | A    | César Romero       | 19 gennaio 1999 (20 anni)  | {{{caps}}} | Colorado Springs Switchbacks |
| 10 | C    | Carlos Mejía       | 19 febbraio 2000 (19 anni) | {{{caps}}} | Vida                         |
| 11 | A    | Josué Villafranca  | 16 dicembre 1999 (19 anni) | {{{caps}}} | Motagua                      |
| 12 | P    | Óscar Reyes        | 31 gennaio 1999 (20 anni)  | {{{caps}}} | Vida                         |
| 13 | C    | Selvin Guevara     | 15 febbraio 1999 (20 anni) | {{{caps}}} | España                       |
| 14 | C    | Joseph Rosales     | 6 novembre 2000 (18 anni)  | {{{caps}}} | Indep. La Chorrera           |
| 15 | D    | Maynor Antúnez     | 21 gennaio 2001 (18 anni)  | {{{caps}}} | Social Sol                   |
| 16 | C    | Jack Jean Baptiste | 20 dicembre 1999 (19 anni) | {{{caps}}} | Loudoun Utd                  |
| 17 | A    | Luis Palma         | 17 gennaio 2000 (19 anni)  | {{{caps}}} | Real Monarchs                |
| 18 | D    | Jonathan Núñez     | 26 novembre 2001 (17 anni) | {{{caps}}} | Motagua                      |
| 19 | D    | Mariano Álvarez    | 2 maggio 1999 (20 anni)    | {{{caps}}} | España                       |
| 20 | A    | Patrick Palacios   | 29 gennaio 2000 (19 anni)  | {{{caps}}} | España                       |
| 21 | P    | Johan Villanueva   | 29 luglio 1999 (19 anni)   | {{{caps}}} | Marathón                     |

### Nuova Zelanda
Commissario tecnico:  Des Buckingham
| N. | Pos. | Giocatore          | Data nascita (età)          | Pres.      | Squadra             |
| -- | ---- | ------------------ | --------------------------- | ---------- | ------------------- |
| 1  | P    | Michael Woud       | 16 gennaio 1999 (20 anni)   | {{{caps}}} | Willem II           |
| 2  | D    | George Stanger     | 15 agosto 2000 (18 anni)    | {{{caps}}} | Hamilton Academical |
| 3  | D    | Dalton Wilkins     | 15 aprile 1999 (20 anni)    | {{{caps}}} | FC Helsingør        |
| 4  | D    | Gianni Stensness   | 7 febbraio 1999 (20 anni)   | {{{caps}}} | Wellington Phoenix  |
| 5  | D    | Nando Pijnaker     | 25 febbraio 1999 (20 anni)  | {{{caps}}} | Eastern Suburbs     |
| 6  | C    | Dane Schnell       | 14 maggio 1999 (20 anni)    | {{{caps}}} | Western Springs     |
| 7  | C    | Elijah Just        | 1º maggio 2000 (19 anni)    | {{{caps}}} | FC Helsingør        |
| 8  | C    | Joe Bell           | 27 aprile 1999 (20 anni)    | {{{caps}}} | Virginia Cavaliers  |
| 9  | A    | Max Mata           | 10 luglio 2000 (18 anni)    | {{{caps}}} | Grasshoppers        |
| 10 | C    | Sarpreet Singh     | 20 febbraio 1999 (20 anni)  | {{{caps}}} | Wellington Phoenix  |
| 11 | A    | Matt Conroy        | 1º aprile 2001 (18 anni)    | {{{caps}}} | Western Springs     |
| 12 | P    | Cameron Brown      | 9 luglio 1999 (19 anni)     | {{{caps}}} | Central Utd         |
| 13 | D    | Liberato Cacace    | 27 settembre 2000 (18 anni) | {{{caps}}} | Wellington Phoenix  |
| 14 | C    | Leon van den Hoven | 20 aprile 2000 (19 anni)    | {{{caps}}} | RKC Waalwijk        |
| 15 | C    | Trevor Zwetsloot   | 16 ottobre 1999 (19 anni)   | {{{caps}}} | Werder Bremen       |
| 16 | C    | Dominic Wooldridge | 11 marzo 1999 (20 anni)     | {{{caps}}} | Western Suburbs     |
| 17 | D    | Callan Elliot      | 7 luglio 1999 (19 anni)     | {{{caps}}} | Wellington Phoenix  |
| 18 | A    | Ben Waine          | 11 giugno 2001 (17 anni)    | {{{caps}}} | Wellington Phoenix  |
| 19 | A    | Callum McCowatt    | 30 aprile 1999 (20 anni)    | {{{caps}}} | Eastern Suburbs     |
| 20 | C    | Willem Ebbinge     | 6 gennaio 2001 (18 anni)    | {{{caps}}} | Lower Hutt City     |
| 21 | P    | Zac Jones          | 27 novembre 2000 (18 anni)  | {{{caps}}} | Wellington Phoenix  |

### Uruguay
Commissario tecnico: Gustavo Ferreyra
| N. | Pos. | Giocatore             | Data nascita (età)          | Pres.      | Squadra              |
| -- | ---- | --------------------- | --------------------------- | ---------- | -------------------- |
| 1  | P    | Franco Israel         | 22 aprile 2000 (19 anni)    | {{{caps}}} | Juventus             |
| 2  | D    | Bruno Méndez          | 10 settembre 1999 (19 anni) | {{{caps}}} | Corinthians          |
| 3  | D    | Sebastián Cáceres     | 18 agosto 1999 (19 anni)    | {{{caps}}} | Liverpool (M)        |
| 4  | D    | Ezequiel Busquets     | 24 ottobre 2000 (18 anni)   | {{{caps}}} | Peñarol              |
| 5  | C    | Martín Barrios        | 24 gennaio 1999 (20 anni)   | {{{caps}}} | Racing               |
| 6  | D    | Maximiliano Araújo    | 15 febbraio 2000 (19 anni)  | {{{caps}}} | Montevideo Wanderers |
| 7  | A    | Emiliano Gómez        | 18 settembre 2001 (17 anni) | {{{caps}}} | Defensor             |
| 8  | C    | Santiago Rodríguez    | 8 gennaio 2000 (19 anni)    | {{{caps}}} | Nacional             |
| 9  | A    | Darwin Núñez          | 24 giugno 1999 (19 anni)    | {{{caps}}} | Peñarol              |
| 10 | A    | Nicolás Schiappacasse | 12 gennaio 1999 (20 anni)   | {{{caps}}} | Parma                |
| 11 | A    | Brian Rodríguez       | 20 maggio 2000 (19 anni)    | {{{caps}}} | Peñarol              |
| 12 | P    | Renzo Bacchia         | 23 gennaio 1999 (20 anni)   | {{{caps}}} | Independiente        |
| 13 | D    | Emiliano Ancheta      | 9 giugno 1999 (19 anni)     | {{{caps}}} | Danubio              |
| 14 | C    | Francisco Ginella     | 21 gennaio 1999 (20 anni)   | {{{caps}}} | Montevideo Wanderers |
| 15 | D    | Edgar Elizalde        | 27 febbraio 2000 (19 anni)  | {{{caps}}} | Pescara              |
| 16 | C    | Nicolás Acevedo       | 14 aprile 1999 (20 anni)    | {{{caps}}} | Liverpool (M)        |
| 17 | C    | Thomás Chacón         | 17 agosto 2000 (18 anni)    | {{{caps}}} | Danubio              |
| 18 | C    | Juan Sanabria         | 29 marzo 2000 (19 anni)     | {{{caps}}} | Atlético Madrid      |
| 19 | D    | Ronald Araújo         | 7 marzo 1999 (20 anni)      | {{{caps}}} | Barcellona           |
| 20 | A    | Juan Boselli          | 9 novembre 1999 (19 anni)   | {{{caps}}} | Girona               |
| 21 | P    | Mauro Silveira        | 6 maggio 2000 (19 anni)     | {{{caps}}} | Montevideo Wanderers |

### Norvegia
Commissario tecnico: Pål Johansen
| N. | Pos. | Giocatore               | Data nascita (età)          | Pres.      | Squadra                 |
| -- | ---- | ----------------------- | --------------------------- | ---------- | ----------------------- |
| 1  | P    | Markus Pettersen        | 12 febbraio 1999 (20 anni)  | {{{caps}}} | Nest-Sotra              |
| 2  | D    | Christian Borchgrevink  | 11 maggio 1999 (20 anni)    | {{{caps}}} | Vålerenga               |
| 3  | D    | John Kitolano           | 18 ottobre 1999 (19 anni)   | {{{caps}}} | Wolverhampton Wanderers |
| 4  | D    | Lars Ranger             | 12 marzo 1999 (20 anni)     | {{{caps}}} | Ullensaker/Kisa         |
| 5  | D    | Leo Østigård            | 28 novembre 1999 (19 anni)  | {{{caps}}} | Brighton & Hove Albion  |
| 6  | C    | Adnan Hadzic            | 8 marzo 1999 (20 anni)      | {{{caps}}} | IK Start                |
| 7  | C    | Hugo Vetlesen           | 29 febbraio 2000 (19 anni)  | {{{caps}}} | Stabæk                  |
| 8  | C    | Emil Bohinen            | 12 marzo 1999 (20 anni)     | {{{caps}}} | Stabæk                  |
| 9  | A    | Kristian Thorstvedt     | 13 marzo 1999 (20 anni)     | {{{caps}}} | Viking                  |
| 10 | C    | Eman Markovic           | 8 maggio 1999 (20 anni)     | {{{caps}}} | HŠK Zrinjski            |
| 11 | A    | Jens Hauge              | 12 ottobre 1999 (19 anni)   | {{{caps}}} | Bodø/Glimt              |
| 12 | P    | Julian Lund             | 20 maggio 1999 (20 anni)    | {{{caps}}} | Rosenborg               |
| 13 | P    | Erik-Johannes Arnebrott | 28 aprile 1999 (20 anni)    | {{{caps}}} | Viking                  |
| 14 | D    | Ulrik Fredriksen        | 17 giugno 1999 (19 anni)    | {{{caps}}} | Sogndal                 |
| 15 | D    | Tomas Totland           | 28 settembre 1999 (19 anni) | {{{caps}}} | Sogndal                 |
| 16 | C    | Tobias Børkeeiet        | 18 aprile 1999 (20 anni)    | {{{caps}}} | Stabæk                  |
| 17 | D    | Håkon Evjen             | 14 febbraio 2000 (19 anni)  | {{{caps}}} | Bodø/Glimt              |
| 18 | C    | Tobias Svendsen         | 31 agosto 1999 (19 anni)    | {{{caps}}} | Sandefjord              |
| 19 | A    | Erling Haaland          | 21 luglio 2000 (18 anni)    | {{{caps}}} | Red Bull Salzburg       |
| 20 | C    | Tobias Christensen      | 11 maggio 2000 (19 anni)    | {{{caps}}} | IK Start                |
| 21 | C    | Ola Brynhildsen         | 27 aprile 1999 (20 anni)    | {{{caps}}} | Stabæk                  |

## Gruppo D

### Qatar
Commissario tecnico:  Bruno Pinheiro
| N. | Pos. | Giocatore          | Data nascita (età)          | Pres.      | Squadra    |
| -- | ---- | ------------------ | --------------------------- | ---------- | ---------- |
| 1  | P    | Salah Zakaria      | 24 aprile 1999 (20 anni)    | {{{caps}}} | Eupen      |
| 2  | D    | Nasir Peer         | 27 gennaio 1999 (20 anni)   | {{{caps}}} | Qatar SC   |
| 3  | D    | Ahmed Al-Minhali   | 5 maggio 1999 (20 anni)     | {{{caps}}} | Al-Sailiya |
| 4  | C    | Abdollah Ali       | 17 marzo 1999 (20 anni)     | {{{caps}}} | Eupen      |
| 5  | D    | Yousef Aymen       | 21 marzo 1999 (20 anni)     | {{{caps}}} | Qatar SC   |
| 6  | C    | Nasser Al Yazidi   | 2 febbraio 2000 (19 anni)   | {{{caps}}} | Al-Duhail  |
| 7  | A    | Abdulrasheed Umaru | 12 agosto 1999 (19 anni)    | {{{caps}}} | Al-Ahli    |
| 8  | C    | Andri Syahputra    | 29 giugno 1999 (19 anni)    | {{{caps}}} | Al-Gharafa |
| 9  | A    | Yusuf Abdurisag    | 6 agosto 1999 (19 anni)     | {{{caps}}} | Al-Arabi   |
| 10 | C    | Khaled Mohammed    | 7 giugno 2000 (18 anni)     | {{{caps}}} | Qatar SC   |
| 11 | C    | Abdulla Nasser     | 24 agosto 1999 (19 anni)    | {{{caps}}} | Al-Khor    |
| 12 | D    | Homam Ahmed        | 25 agosto 1999 (19 anni)    | {{{caps}}} | Eupen      |
| 13 | D    | Ali Malolah        | 26 febbraio 1999 (20 anni)  | {{{caps}}} | Al-Wakrah  |
| 14 | C    | Eisa Ahmad         | 21 febbraio 1999 (20 anni)  | {{{caps}}} | Qatar SC   |
| 15 | D    | Bahaa Mamdouh      | 18 aprile 1999 (20 anni)    | {{{caps}}} | Al-Sadd    |
| 16 | C    | Hashim Ali         | 17 agosto 2000 (18 anni)    | {{{caps}}} | Al-Arabi   |
| 17 | C    | Mohammed Waad      | 18 settembre 1999 (19 anni) | {{{caps}}} | Al-Ahli    |
| 18 | P    | Shehab Mamdouh     | 18 aprile 2000 (19 anni)    | {{{caps}}} | Al-Duhail  |
| 19 | D    | Ahmed Suhail       | 8 febbraio 1999 (20 anni)   | {{{caps}}} | Al-Ahli    |
| 20 | C    | Ahmad Yasser       | 6 gennaio 1999 (20 anni)    | {{{caps}}} | Al-Duhail  |
| 21 | P    | Marwan Badreldin   | 17 aprile 1999 (20 anni)    | {{{caps}}} | Al-Ahli    |

### Nigeria
Commissario tecnico: Paul Aigbogun
| N. | Pos. | Giocatore            | Data nascita (età)          | Pres.      | Squadra                  |
| -- | ---- | -------------------- | --------------------------- | ---------- | ------------------------ |
| 1  | P    | Detan Ogundare       | 8 dicembre 2000 (18 anni)   | {{{caps}}} | Kogi United              |
| 2  | D    | Zulkifilu Rabiu      | 1º gennaio 2002 (17 anni)   | {{{caps}}} | Plateau Utd              |
| 3  | D    | Ikouwem Utin         | 11 novembre 1999 (19 anni)  | {{{caps}}} | Enyimba                  |
| 4  | C    | Peter Eletu          | 24 gennaio 2000 (19 anni)   | {{{caps}}} | Prince Kazeem FC         |
| 5  | D    | Aliu Salawudeen      | 28 settembre 1999 (19 anni) | {{{caps}}} | Emmanuel Amuneke Academy |
| 6  | D    | Valentine Ozornwafor | 1º giugno 1999 (19 anni)    | {{{caps}}} | Enyimba                  |
| 7  | C    | Yira Sor             | 24 luglio 2000 (18 anni)    | {{{caps}}} | 36 Lions                 |
| 8  | C    | Tom Dele-Bashiru     | 17 settembre 1999 (19 anni) | {{{caps}}} | Manchester City          |
| 9  | A    | Akor Adams           | 29 gennaio 2000 (19 anni)   | {{{caps}}} | Sogndal                  |
| 10 | C    | Aniekeme Okon        | 8 maggio 1999 (20 anni)     | {{{caps}}} | Akwa Utd                 |
| 11 | A    | Okechukwu Offia      | 26 dicembre 1999 (19 anni)  | {{{caps}}} | Sirius                   |
| 12 | D    | Igoh Ogbu            | 8 febbraio 2000 (19 anni)   | {{{caps}}} | Rosenborg                |
| 13 | C    | Nnamdi Ofoborh       | 7 novembre 1999 (19 anni)   | {{{caps}}} | Bournemouth              |
| 14 | C    | Kingsley Michael     | 26 agosto 1999 (19 anni)    | {{{caps}}} | Perugia                  |
| 15 | D    | Jamil Muhammad       | 12 novembre 2000 (18 anni)  | {{{caps}}} | Kano Pillars             |
| 16 | P    | Olawale Oremade      | 31 dicembre 1999 (19 anni)  | {{{caps}}} | Oasis FC                 |
| 17 | C    | Success Makanjuola   | 24 maggio 2001 (17 anni)    | {{{caps}}} | Water FC                 |
| 18 | A    | Chinonso Emeka       | 30 agosto 2001 (17 anni)    | {{{caps}}} | Hayes                    |
| 19 | C    | Maxwell Effiom       | 5 novembre 1999 (19 anni)   | {{{caps}}} | Enyimba                  |
| 20 | A    | Muhamed Tijani       | 26 luglio 2000 (18 anni)    | {{{caps}}} | Baník Ostrava            |
| 21 | P    | Jonathan Zaccala     | 8 ottobre 2001 (17 anni)    | {{{caps}}} | Triestina                |

### Ucraina
Commissario tecnico: Oleksandr Petrakov
| N. | Pos. | Giocatore             | Data nascita (età)          | Pres.      | Squadra          |
| -- | ---- | --------------------- | --------------------------- | ---------- | ---------------- |
| 1  | P    | Andrij Lunin          | 11 febbraio 1999 (20 anni)  | {{{caps}}} | Leganés          |
| 2  | D    | Valerij Bondar        | 27 febbraio 1999 (20 anni)  | {{{caps}}} | Shakhtar Donetsk |
| 3  | D    | Oleksandr Safronov    | 11 giugno 1999 (19 anni)    | {{{caps}}} | Dnipro-1         |
| 4  | D    | Denys Popov           | 17 febbraio 1999 (20 anni)  | {{{caps}}} | Dynamo Kyiv      |
| 5  | D    | Oleh Veremijenko      | 13 febbraio 1999 (20 anni)  | {{{caps}}} | Kaluš            |
| 6  | C    | Maksym Čech           | 3 gennaio 1999 (20 anni)    | {{{caps}}} | Shakhtar Donetsk |
| 7  | C    | Giorgi Ts'it'aishvili | 18 novembre 2000 (18 anni)  | {{{caps}}} | Dynamo Kyiv      |
| 8  | C    | Oleksij Chachl'ov     | 6 febbraio 1999 (20 anni)   | {{{caps}}} | Alavés           |
| 9  | D    | Viktor Kornijenko     | 14 febbraio 1999 (20 anni)  | {{{caps}}} | Shakhtar Donetsk |
| 10 | C    | Serhij Buleca         | 16 febbraio 1999 (20 anni)  | {{{caps}}} | Dynamo Kyiv      |
| 11 | A    | Vladyslav Suprjaha    | 15 febbraio 2000 (19 anni)  | {{{caps}}} | Dynamo Kyiv      |
| 12 | P    | Vladyslav Kučeruk     | 14 febbraio 1999 (20 anni)  | {{{caps}}} | Dynamo Kyiv      |
| 13 | D    | Danylo Beskorovajnyj  | 7 febbraio 1999 (20 anni)   | {{{caps}}} | Zemplín          |
| 14 | A    | Danylo Sikan          | 16 aprile 2001 (18 anni)    | {{{caps}}} | Mariupol         |
| 15 | C    | Kyrylo Dryšljuk       | 16 settembre 1999 (19 anni) | {{{caps}}} | Oleksandriya     |
| 16 | C    | Mykola Musolitin      | 21 gennaio 1999 (20 anni)   | {{{caps}}} | Čornomorec'      |
| 17 | D    | Juchym Konoplja       | 26 agosto 1999 (19 anni)    | {{{caps}}} | Shakhtar Donetsk |
| 18 | A    | Denys Ustymenko       | 12 aprile 1999 (20 anni)    | {{{caps}}} | Oleksandriya     |
| 19 | D    | Ihor Snurnicyn        | 7 marzo 2000 (19 anni)      | {{{caps}}} | Olimpik Donec'k  |
| 20 | P    | Dmytro Riznyk         | 30 gennaio 1999 (20 anni)   | {{{caps}}} | Vorskla Poltava  |
| 21 | C    | Oleksij Kaščuk        | 29 giugno 2000 (18 anni)    | {{{caps}}} | Shakhtar Donetsk |

### Stati Uniti
Commissario tecnico: Tab Ramos
| N. | Pos. | Giocatore           | Data nascita (età)         | Pres.      | Squadra                |
| -- | ---- | ------------------- | -------------------------- | ---------- | ---------------------- |
| 1  | P    | Brady Scott         | 30 giugno 1999 (19 anni)   | {{{caps}}} | 1. FC Köln             |
| 2  | D    | Sergiño Dest        | 3 novembre 2000 (18 anni)  | {{{caps}}} | Ajax                   |
| 3  | D    | Chris Gloster       | 28 luglio 2000 (18 anni)   | {{{caps}}} | Hannover 96            |
| 4  | D    | Mark McKenzie       | 25 febbraio 1999 (20 anni) | {{{caps}}} | Philadelphia Union     |
| 5  | D    | Chris Richards      | 28 marzo 2000 (19 anni)    | {{{caps}}} | Bayern Munich          |
| 6  | C    | Chris Durkin        | 8 febbraio 2000 (19 anni)  | {{{caps}}} | D.C. United            |
| 7  | D    | Julián Araujo       | 13 agosto 2001 (17 anni)   | {{{caps}}} | LA Galaxy              |
| 8  | C    | Alexis Méndez       | 6 settembre 2000 (18 anni) | {{{caps}}} | SC Freiburg            |
| 9  | A    | Sebastian Soto      | 28 luglio 2000 (18 anni)   | {{{caps}}} | Hannover 96            |
| 10 | C    | Paxton Pomykal      | 17 dicembre 1999 (19 anni) | {{{caps}}} | FC Dallas              |
| 11 | A    | Timothy Weah        | 22 febbraio 2000 (19 anni) | {{{caps}}} | Paris Saint-Germain    |
| 12 | P    | David Ochoa         | 16 gennaio 2001 (18 anni)  | {{{caps}}} | Real Salt Lake         |
| 13 | D    | Aboubacar Keita     | 6 aprile 2000 (19 anni)    | {{{caps}}} | Columbus Crew          |
| 14 | C    | Edwin Cerrillo      | 3 ottobre 2000 (18 anni)   | {{{caps}}} | FC Dallas              |
| 15 | D    | Matthew Real        | 10 luglio 1999 (19 anni)   | {{{caps}}} | Philadelphia Union     |
| 16 | C    | Brandon Servania    | 12 marzo 1999 (20 anni)    | {{{caps}}} | FC Dallas              |
| 17 | A    | Konrad de la Fuente | 16 luglio 2001 (17 anni)   | {{{caps}}} | Barcelona              |
| 18 | A    | Ulysses Llanez      | 2 aprile 2001 (18 anni)    | {{{caps}}} | VfL Wolfsburg          |
| 19 | A    | Justin Rennicks     | 20 marzo 1999 (20 anni)    | {{{caps}}} | New England Revolution |
| 20 | C    | Richard Ledezma     | 6 settembre 2000 (18 anni) | {{{caps}}} | PSV Eindhoven          |
| 21 | P    | CJ dos Santos       | 24 agosto 2000 (18 anni)   | {{{caps}}} | Benfica                |

## Gruppo E

### Panama
Commissario tecnico: Jorge Dely Valdés
| N. | Pos. | Giocatore         | Data nascita (età)         | Pres.      | Squadra            |
| -- | ---- | ----------------- | -------------------------- | ---------- | ------------------ |
| 1  | P    | Marcos Allen      | 8 febbraio 1999 (20 anni)  | {{{caps}}} | Plaza Amador       |
| 2  | D    | Rodolfo Rodríguez | 18 marzo 1999 (20 anni)    | {{{caps}}} | Leones de América  |
| 3  | D    | Guillermo Benítez | 5 marzo 1999 (20 anni)     | {{{caps}}} | Atlanta United     |
| 4  | D    | Manuel Gamboa     | 5 febbraio 1999 (20 anni)  | {{{caps}}} | Universitario      |
| 5  | C    | Carlos Harvey     | 3 febbraio 2000 (19 anni)  | {{{caps}}} | LA Galaxy          |
| 6  | C    | Ernesto Walker    | 9 febbraio 1999 (20 anni)  | {{{caps}}} | LA Galaxy          |
| 7  | A    | Efraín Bristan    | 20 gennaio 1999 (20 anni)  | {{{caps}}} | Árabe Unido        |
| 8  | C    | Víctor Griffith   | 12 dicembre 2000 (18 anni) | {{{caps}}} | Santos de Guápiles |
| 9  | A    | Eduardo Guerrero  | 21 febbraio 2000 (19 anni) | {{{caps}}} | Maccabi Tel Aviv   |
| 10 | C    | Ángel Orelién     | 2 aprile 2001 (18 anni)    | {{{caps}}} | Sporting S.M.      |
| 11 | D    | Jorge Méndez      | 6 aprile 2001 (18 anni)    | {{{caps}}} | Universitario      |
| 12 | P    | Emerson Dimas     | 10 agosto 2001 (17 anni)   | {{{caps}}} | Indep. La Chorrera |
| 13 | C    | Carlos Kirton     | 2 agosto 1999 (19 anni)    | {{{caps}}} | Indep. La Chorrera |
| 14 | C    | Jovani Welch      | 7 dicembre 1999 (19 anni)  | {{{caps}}} | Alianza Panama     |
| 15 | C    | Diego Valanta     | 8 settembre 2000 (18 anni) | {{{caps}}} | Tauro              |
| 16 | A    | Tomás Rodríguez   | 9 marzo 1999 (20 anni)     | {{{caps}}} | Alianza Panama     |
| 17 | D    | Soyell Trejos     | 19 aprile 2000 (19 anni)   | {{{caps}}} | Árabe Unido        |
| 18 | A    | Axel McKenzie     | 10 luglio 1999 (19 anni)   | {{{caps}}} | Tauro              |
| 19 | D    | Jesús West        | 19 giugno 1999 (19 anni)   | {{{caps}}} | Toronto FC         |
| 20 | C    | Édgar Cunningham  | 2 ottobre 2000 (18 anni)   | {{{caps}}} | Árabe Unido        |
| 21 | P    | Kevin Mosquera    | 7 ottobre 1999 (19 anni)   | {{{caps}}} | Sporting S.M.      |

### Mali
Commissario tecnico: Mamoutou Kane
| N. | Pos. | Giocatore            | Data nascita (età)          | Pres.      | Squadra            |
| -- | ---- | -------------------- | --------------------------- | ---------- | ------------------ |
| 1  | P    | Alkalifa Coulibaly   | 3 dicembre 2001 (17 anni)   | {{{caps}}} | Onze Créateurs     |
| 2  | D    | Arnaud Konan         | 15 maggio 2000 (19 anni)    | {{{caps}}} | Étoiles du Mandé   |
| 3  | D    | Drissa Diarra        | 1º maggio 1999 (20 anni)    | {{{caps}}} | Bamako             |
| 4  | D    | Fode Konaté          | 2 dicembre 2000 (18 anni)   | {{{caps}}} | Bamako             |
| 5  | D    | Babou Fofana         | 10 aprile 1999 (20 anni)    | {{{caps}}} | Stade Malien       |
| 6  | C    | Ousmane Diakité      | 25 luglio 2000 (18 anni)    | {{{caps}}} | Red Bull Salzburg  |
| 7  | A    | Hadji Dramé          | 10 settembre 2000 (18 anni) | {{{caps}}} | Yelleni Olimpic    |
| 8  | C    | Mohamed Camara       | 6 gennaio 2000 (19 anni)    | {{{caps}}} | Red Bull Salzburg  |
| 9  | A    | Ibrahima Koné        | 16 giugno 1999 (19 anni)    | {{{caps}}} | Haugesund          |
| 10 | C    | Mamadou Traoré       | 8 febbraio 1999 (20 anni)   | {{{caps}}} | Stade Malien       |
| 11 | A    | Boubacar Konté       | 2 marzo 2001 (18 anni)      | {{{caps}}} | Sarpsborg          |
| 12 | A    | Mamady Diarra        | 26 giugno 2000 (18 anni)    | {{{caps}}} | Yeelen FC          |
| 13 | D    | Clement Kanouté      | 1º settembre 1999 (19 anni) | {{{caps}}} | Duguwolofila       |
| 14 | C    | Sambou Sissoko       | 29 giugno 2000 (18 anni)    | {{{caps}}} | USFAS Bamako       |
| 15 | D    | Abdoulaye Diaby      | 4 luglio 2000 (18 anni)     | {{{caps}}} | Antwerp            |
| 16 | P    | Youssouf Koïta       | 27 agosto 2000 (18 anni)    | {{{caps}}} | Girona             |
| 17 | C    | Mamadou Samaké       | 15 maggio 2000 (19 anni)    | {{{caps}}} | Standard Liège     |
| 18 | C    | Boubacar Traoré      | 20 agosto 2001 (17 anni)    | {{{caps}}} | Bamako             |
| 19 | A    | Lassana N'Diaye      | 3 ottobre 2000 (18 anni)    | {{{caps}}} | CSKA Moscow        |
| 20 | A    | Sekou Koita          | 28 novembre 1999 (19 anni)  | {{{caps}}} | Red Bull Salzburg  |
| 21 | P    | Souleymane Coulibaly | 28 agosto 2001 (17 anni)    | {{{caps}}} | Afrique Foot Elite |

### Francia
Commissario tecnico: Bernard Diomède
| N. | Pos. | Giocatore         | Data nascita (età)         | Pres.      | Squadra                  |
| -- | ---- | ----------------- | -------------------------- | ---------- | ------------------------ |
| 1  | P    | Alban Lafont      | 23 gennaio 1999 (20 anni)  | {{{caps}}} | Fiorentina               |
| 2  | D    | Jean-Clair Todibo | 30 dicembre 1999 (19 anni) | {{{caps}}} | Barcelona                |
| 3  | D    | Evan N'Dicka      | 20 agosto 1999 (19 anni)   | {{{caps}}} | Eintracht Frankfurt      |
| 4  | D    | Boubacar Kamara   | 23 novembre 1999 (19 anni) | {{{caps}}} | Marseille                |
| 5  | D    | Dan-Axel Zagadou  | 3 giugno 1999 (19 anni)    | {{{caps}}} | Borussia Dortmund        |
| 6  | C    | Enzo Loiodice     | 27 novembre 2000 (18 anni) | {{{caps}}} | Dijon                    |
| 7  | A    | Yacine Adli       | 29 luglio 2000 (18 anni)   | {{{caps}}} | Bordeaux                 |
| 8  | C    | Mickaël Cuisance  | 16 agosto 1999 (19 anni)   | {{{caps}}} | Borussia Mönchengladbach |
| 9  | A    | Amine Gouiri      | 16 febbraio 2000 (19 anni) | {{{caps}}} | Lyon                     |
| 10 | A    | Moussa Diaby      | 7 luglio 1999 (19 anni)    | {{{caps}}} | Paris Saint-Germain      |
| 11 | A    | Nabil Alioui      | 18 febbraio 1999 (20 anni) | {{{caps}}} | Cercle Brugge            |
| 12 | D    | Sambou Sissoko    | 27 aprile 1999 (20 anni)   | {{{caps}}} | Reims                    |
| 13 | D    | Nicolas Cozza     | 8 gennaio 1999 (20 anni)   | {{{caps}}} | Montpellier              |
| 14 | C    | Ibrahima Diallo   | 8 marzo 1999 (20 anni)     | {{{caps}}} | Brest                    |
| 15 | D    | Thomas Basila     | 30 aprile 1999 (20 anni)   | {{{caps}}} | Nantes                   |
| 16 | P    | Illan Meslier     | 2 marzo 2000 (19 anni)     | {{{caps}}} | Lorient                  |
| 17 | A    | Lenny Pintor      | 5 agosto 2000 (18 anni)    | {{{caps}}} | Lyon                     |
| 18 | C    | Youssouf Fofana   | 10 gennaio 1999 (20 anni)  | {{{caps}}} | Strasbourg               |
| 19 | A    | Moussa Sylla      | 25 novembre 1999 (19 anni) | {{{caps}}} | Monaco                   |
| 20 | C    | Boubakary Soumaré | 27 febbraio 1999 (20 anni) | {{{caps}}} | Lille                    |
| 21 | P    | Didier Desprez    | 13 marzo 1999 (20 anni)    | {{{caps}}} | Drancy                   |

### Arabia Saudita
Commissario tecnico: Khaled Al-Atwi
| N. | Pos. | Giocatore               | Data nascita (età)          | Pres.      | Squadra    |
| -- | ---- | ----------------------- | --------------------------- | ---------- | ---------- |
| 1  | P    | Nawaf Al-Ghamdi         | 21 gennaio 1999 (20 anni)   | {{{caps}}} | Al-Hilal   |
| 2  | D    | Saud Abdulhamid         | 18 luglio 1999 (19 anni)    | {{{caps}}} | Al-Ittihad |
| 3  | D    | Khalifa Al-Dawsari      | 2 gennaio 1999 (20 anni)    | {{{caps}}} | Al-Qadsiah |
| 4  | D    | Naif Almas              | 18 gennaio 2000 (19 anni)   | {{{caps}}} | Al-Nassr   |
| 5  | D    | Hassan Al-Tambakti      | 9 febbraio 1999 (20 anni)   | {{{caps}}} | Al-Shabab  |
| 6  | C    | Firas Al-Ghamdi         | 3 dicembre 1999 (19 anni)   | {{{caps}}} | Al-Ahli    |
| 7  | A    | Yahya Naji              | 2 marzo 1999 (20 anni)      | {{{caps}}} | Al-Nassr   |
| 8  | C    | Hamed Al-Ghamdi         | 2 aprile 1999 (20 anni)     | {{{caps}}} | Al-Ettifaq |
| 9  | A    | Firas Al-Buraikan       | 14 maggio 2000 (19 anni)    | {{{caps}}} | Al-Nassr   |
| 10 | C    | Turki Al-Ammar          | 24 settembre 1999 (19 anni) | {{{caps}}} | Al-Shabab  |
| 11 | C    | Khalid Al-Ghannam       | 8 novembre 2000 (18 anni)   | {{{caps}}} | Al-Qadsiah |
| 12 | D    | Mohammed Al-Shanqiti    | 15 maggio 1999 (20 anni)    | {{{caps}}} | Al-Nassr   |
| 13 | D    | Muhannad Al-Shanqeeti   | 12 marzo 1999 (20 anni)     | {{{caps}}} | Al-Ittihad |
| 14 | C    | Mansor Al-Beshe         | 24 aprile 2000 (19 anni)    | {{{caps}}} | Al-Hilal   |
| 15 | C    | Faraj Al-Ghashayan      | 29 aprile 2000 (19 anni)    | {{{caps}}} | Al-Nassr   |
| 16 | D    | Hazim Al-Zahrani        | 23 aprile 1999 (20 anni)    | {{{caps}}} | Al-Ittihad |
| 17 | C    | Ibrahim Mahnashi        | 18 novembre 1999 (19 anni)  | {{{caps}}} | Al-Ettifaq |
| 18 | C    | Salem Al-Saleem         | 14 marzo 1999 (20 anni)     | {{{caps}}} | Al-Hilal   |
| 19 | C    | Abdulmohsen Al-Qahtani  | 5 giugno 1999 (19 anni)     | {{{caps}}} | Al-Qadsiah |
| 20 | P    | Abdulrahman Al-Shammari | 9 luglio 2000 (18 anni)     | {{{caps}}} | Al-Nassr   |
| 21 | P    | Mohammed Al-Dawsari     | 2 ottobre 1999 (19 anni)    | {{{caps}}} | Al-Shabab  |

## Gruppo F

### Portogallo
Commissario tecnico: Hélio Sousa
| N. | Pos. | Giocatore         | Data nascita (età)          | Pres.      | Squadra                 |
| -- | ---- | ----------------- | --------------------------- | ---------- | ----------------------- |
| 1  | P    | Diogo Costa       | 19 settembre 1999 (19 anni) | {{{caps}}} | Porto                   |
| 2  | D    | Diogo Dalot       | 18 marzo 1999 (20 anni)     | {{{caps}}} | Manchester United       |
| 3  | D    | Diogo Queirós     | 5 gennaio 1999 (20 anni)    | {{{caps}}} | Porto                   |
| 4  | D    | Diogo Leite       | 23 gennaio 1999 (20 anni)   | {{{caps}}} | Porto                   |
| 5  | D    | Rúben Vinagre     | 9 aprile 1999 (20 anni)     | {{{caps}}} | Wolverhampton Wanderers |
| 6  | C    | Florentino Luís   | 19 agosto 1999 (19 anni)    | {{{caps}}} | Benfica                 |
| 7  | A    | Jota              | 30 marzo 1999 (20 anni)     | {{{caps}}} | Benfica                 |
| 8  | C    | Gedson            | 9 gennaio 1999 (20 anni)    | {{{caps}}} | Benfica                 |
| 9  | A    | Rafael Leão       | 10 giugno 1999 (19 anni)    | {{{caps}}} | Lille                   |
| 10 | C    | Miguel Luís       | 27 febbraio 1999 (20 anni)  | {{{caps}}} | Sporting CP             |
| 11 | A    | Mésaque Djú       | 18 marzo 1999 (20 anni)     | {{{caps}}} | West Ham United         |
| 12 | P    | João Virgínia     | 10 ottobre 1999 (19 anni)   | {{{caps}}} | Everton                 |
| 13 | C    | Nuno Pina         | 31 marzo 1999 (20 anni)     | {{{caps}}} | Chievo                  |
| 14 | D    | Thierry Correia   | 9 marzo 1999 (20 anni)      | {{{caps}}} | Sporting CP             |
| 15 | D    | Francisco Moura   | 16 agosto 1999 (19 anni)    | {{{caps}}} | Braga                   |
| 16 | D    | Romain Correia    | 6 settembre 1999 (19 anni)  | {{{caps}}} | Vitória de Guimarães    |
| 17 | A    | Francisco Trincão | 29 dicembre 1999 (19 anni)  | {{{caps}}} | Braga                   |
| 18 | A    | Pedro Neto        | 9 marzo 2000 (19 anni)      | {{{caps}}} | Lazio                   |
| 19 | A    | Pedro Martelo     | 12 ottobre 1999 (19 anni)   | {{{caps}}} | Braga                   |
| 20 | C    | Nuno Santos       | 2 marzo 1999 (20 anni)      | {{{caps}}} | Benfica                 |
| 21 | P    | Luís Maximiano    | 5 gennaio 1999 (20 anni)    | {{{caps}}} | Sporting CP             |

### Corea del Sud
Commissario tecnico: Chung Jung-yong
| N. | Pos. | Giocatore       | Data nascita (età)          | Pres.      | Squadra                 |
| -- | ---- | --------------- | --------------------------- | ---------- | ----------------------- |
| 1  | P    | Lee Gwang-yeon  | 11 settembre 1999 (19 anni) | {{{caps}}} | Gangwon FC              |
| 2  | D    | Hwang Tae-hyeon | 29 gennaio 1999 (20 anni)   | {{{caps}}} | Ansan Greeners          |
| 3  | D    | Lee Jae-ik      | 21 maggio 1999 (20 anni)    | {{{caps}}} | Gangwon FC              |
| 4  | D    | Lee Ji-sol      | 9 luglio 1999 (19 anni)     | {{{caps}}} | Daejeon Citizen         |
| 5  | D    | Kim Hyun-woo    | 7 marzo 1999 (20 anni)      | {{{caps}}} | Dinamo Zagreb           |
| 6  | C    | Kim Jung-min    | 13 novembre 1999 (19 anni)  | {{{caps}}} | Liefering               |
| 7  | A    | Jeon Se-jin     | 9 settembre 1999 (19 anni)  | {{{caps}}} | Suwon Samsung Bluewings |
| 8  | D    | Lee Kyu-hyuk    | 4 maggio 1999 (20 anni)     | {{{caps}}} | Jeju United             |
| 9  | A    | Oh Se-hun       | 15 gennaio 1999 (20 anni)   | {{{caps}}} | Asan Mugunghwa          |
| 10 | C    | Lee Kang-in     | 19 febbraio 2001 (18 anni)  | {{{caps}}} | Valencia                |
| 11 | A    | Um Won-sang     | 6 gennaio 1999 (20 anni)    | {{{caps}}} | Gwangju FC              |
| 12 | P    | Park Ji-min     | 25 maggio 2000 (18 anni)    | {{{caps}}} | Suwon Samsung Bluewings |
| 13 | C    | Ko Jae-hyeon    | 5 marzo 1999 (20 anni)      | {{{caps}}} | Daegu FC                |
| 14 | C    | Park Tae-jun    | 19 gennaio 1999 (20 anni)   | {{{caps}}} | Seongnam FC             |
| 15 | C    | Jeong Ho-jin    | 6 agosto 1999 (19 anni)     | {{{caps}}} | Università della Corea  |
| 16 | D    | Kim Ju-sung     | 12 dicembre 2000 (18 anni)  | {{{caps}}} | FC Seoul                |
| 17 | D    | Lee Sang-jun    | 14 ottobre 1999 (19 anni)   | {{{caps}}} | Busan IPark             |
| 18 | A    | Cho Young-wook  | 5 febbraio 1999 (20 anni)   | {{{caps}}} | FC Seoul                |
| 19 | D    | Choi Jun        | 17 aprile 1999 (20 anni)    | {{{caps}}} | Yonsei University       |
| 20 | C    | Kim Se-yun      | 29 aprile 1999 (20 anni)    | {{{caps}}} | Daejeon Citizen         |
| 21 | P    | Choi Min-soo    | 26 febbraio 2000 (19 anni)  | {{{caps}}} | Hamburger SV            |

### Argentina
Commissario tecnico: Fernando Batista
| N. | Pos. | Giocatore             | Data nascita (età)          | Pres.      | Squadra            |
| -- | ---- | --------------------- | --------------------------- | ---------- | ------------------ |
| 1  | P    | Manuel Roffo          | 4 aprile 2000 (19 anni)     | {{{caps}}} | Boca Juniors       |
| 2  | D    | Nehuén Pérez          | 24 giugno 2000 (18 anni)    | {{{caps}}} | Atlético Madrid    |
| 3  | D    | Francisco Ortega      | 19 marzo 1999 (20 anni)     | {{{caps}}} | Vélez Sarsfield    |
| 4  | D    | Facundo Mura          | 24 marzo 1999 (20 anni)     | {{{caps}}} | Estudiantes        |
| 5  | C    | Santiago Sosa         | 3 maggio 1999 (20 anni)     | {{{caps}}} | River Plate        |
| 6  | D    | Maximiliano Centurión | 20 febbraio 1999 (20 anni)  | {{{caps}}} | Argentinos Juniors |
| 7  | A    | Julián Álvarez        | 31 gennaio 2000 (19 anni)   | {{{caps}}} | River Plate        |
| 8  | C    | Agustín Almendra      | 11 febbraio 2000 (19 anni)  | {{{caps}}} | Boca Juniors       |
| 9  | A    | Adolfo Gaich          | 26 febbraio 1999 (20 anni)  | {{{caps}}} | San Lorenzo        |
| 10 | C    | Gonzalo Maroni        | 18 marzo 1999 (20 anni)     | {{{caps}}} | Talleres           |
| 11 | C    | Aníbal Moreno         | 13 maggio 1999 (20 anni)    | {{{caps}}} | Newell's Old Boys  |
| 12 | P    | Jerónimo Pourtau      | 23 gennaio 2000 (19 anni)   | {{{caps}}} | Estudiantes        |
| 13 | D    | Marcelo Weigandt      | 11 gennaio 2000 (19 anni)   | {{{caps}}} | Boca Juniors       |
| 14 | D    | Facundo Medina        | 28 maggio 1999 (19 anni)    | {{{caps}}} | Talleres           |
| 15 | C    | Fausto Vera           | 26 marzo 2000 (19 anni)     | {{{caps}}} | Argentinos Juniors |
| 16 | A    | Agustín Urzi          | 4 maggio 2000 (19 anni)     | {{{caps}}} | Banfield           |
| 17 | A    | Tomás Chancalay       | 1º gennaio 1999 (20 anni)   | {{{caps}}} | Colón              |
| 18 | C    | Cristian Ferreira     | 12 settembre 1999 (19 anni) | {{{caps}}} | River Plate        |
| 19 | A    | Pedro de la Vega      | 7 febbraio 2001 (18 anni)   | {{{caps}}} | Lanús              |
| 20 | C    | Ezequiel Barco        | 29 marzo 1999 (20 anni)     | {{{caps}}} | Atlanta United     |
| 21 | P    | Joaquín Blázquez      | 28 gennaio 2001 (18 anni)   | {{{caps}}} | Valencia           |

### Sudafrica
Commissario tecnico: Thabo Senong
| N. | Pos. | Giocatore          | Data nascita (età)          | Pres.      | Squadra           |
| -- | ---- | ------------------ | --------------------------- | ---------- | ----------------- |
| 1  | P    | Kopano Thuntsane   | 30 ottobre 1999 (19 anni)   | {{{caps}}} | Orlando Pirates   |
| 2  | D    | Keenan Abrahams    | 27 maggio 1999 (19 anni)    | {{{caps}}} | Ajax Cape Town    |
| 3  | D    | Givemore Khupe     | 20 dicembre 1999 (19 anni)  | {{{caps}}} | Cape Umoya Utd    |
| 4  | D    | Malebogo Modise    | 6 febbraio 1999 (20 anni)   | {{{caps}}} | Mamelodi Sundowns |
| 5  | D    | Sibusiso Mabiliso  | 14 aprile 1999 (20 anni)    | {{{caps}}} | AmaZulu           |
| 6  | D    | Fezile Gcaba       | 3 marzo 1999 (20 anni)      | {{{caps}}} | Orlando Pirates   |
| 7  | C    | Promise Mkhuma     | 24 maggio 2000 (18 anni)    | {{{caps}}} | Mamelodi Sundowns |
| 8  | C    | Njabulo Blom       | 11 dicembre 1999 (19 anni)  | {{{caps}}} | Kaizer Chiefs     |
| 9  | C    | Oswin Appollis     | 25 agosto 2001 (17 anni)    | {{{caps}}} | SuperSport United |
| 10 | A    | Lyle Foster        | 3 settembre 2000 (18 anni)  | {{{caps}}} | Monaco            |
| 11 | A    | Thakgalo Leshabela | 18 settembre 1999 (19 anni) | {{{caps}}} | Leicester City    |
| 12 | A    | Thabiso Monyane    | 30 aprile 2000 (19 anni)    | {{{caps}}} | Orlando Pirates   |
| 13 | D    | Keenan Phillips    | 7 febbraio 2000 (19 anni)   | {{{caps}}} | Bidvest Wits      |
| 14 | C    | Luke Le Roux       | 10 marzo 2000 (19 anni)     | {{{caps}}} | SuperSport United |
| 15 | C    | Siphesihle Mkhize  | 5 febbraio 1999 (20 anni)   | {{{caps}}} | Mamelodi Sundowns |
| 16 | P    | Glen Baadjies      | 27 marzo 2000 (19 anni)     | {{{caps}}} | Mamelodi Sundowns |
| 17 | C    | Luvuyo Phewa       | 8 novembre 1999 (19 anni)   | {{{caps}}} | Royal AM          |
| 18 | A    | Leo Thethani       | 8 gennaio 1999 (20 anni)    | {{{caps}}} | Ajax              |
| 19 | C    | Kobamelo Kodisang  | 28 agosto 1999 (19 anni)    | {{{caps}}} | Sanjoanense       |
| 20 | P    | Walter Kubheka     | 7 gennaio 1999 (20 anni)    | {{{caps}}} | Cape Umoya Utd    |
| 21 | D    | Thabo Moloisane    | 24 febbraio 1999 (20 anni)  | {{{caps}}} | Mamelodi Sundowns |